# BP Южного Креста
BP Южного Креста (BP Crucis, GX 301-2) — рентгеновская двойная звезда, состоящая из голубого гипергиганта и пульсара.

## Двойная система
BP Южного Креста считается оптическим аналогом рентгеновского источника GX 301-2. Двойная система состоит из массивного гипергиганта и нейтронной звезды на орбите с высоким эксцентриситетом с периодом 41,5 суток. Расстояние до объекта по оценкам составляет  от 3 до 4 кпк. Звезда испытывает сильное покраснение: в полосе K инфракрасная звёздная величина составляет 5,72.
От гипергиганта к пульсару происходит перенос массы, которая накапливается в виде аккреционного диска. При таком процессе возникает циклотронный эффект при энергии электронов от 37 до 48 кэВ.

## Переменность
Система проявляет признаки переменности как в оптическом, так и в рентгеновском диапазонах спектра. Хотя затмения не наблюдаются, светимость в рентгеновском диапазоне меняется при движении объектов по взаимной орбите, при этом в перицентре происходят мощные рентгеновские вспышки. Оптическая переменность наблюдается с амплитудой до 0,08 звёздной величины. Такая переменность считается связанной с эллипсоидальными изменениями видимой поверхности при вращении гипергиганта, а также с переменностью типа Альфы Лебедя. Собственный псевдопериод составляет 11,9 суток, также присутствуют малые вариации, соответствующие орбитальному периоду.

## Свойства
BP Южного Креста приблизительно в 43 раза массивнее Солнца, также она является одной из наиболее мощных из известных звёзд в Галактике, оценка болометрической светимости в 470 тысяч раз превосходит светимость Солнца, радиус равен 70 радиусам Солнца.
Нейтронная звезда, вероятно, принадлежит к типу массивных нейтронных звёзд, её масса оценивается как минимум в 1,85 массы Солнца Вероятно, масса также не превосходит 2,5 массы Солнца, что является теоретическим пределом, полученным из уравнения состояния для нейтронной звезды.  Пульсар имеет период вращения 685 секунд, но проявляет признаки сильного замедления вследствие наличия магнитного поля, а также признаки нерегулярного ускорения вследствие взаимодействия с аккреционным диском. По расчётам медленно вращающаяся нейтронная звезда может быть приведена в состояние с текущим темпом вращения при взаимодействии с аккреционным диском всего за десять лет.